# Buivalove, Kroleveț
Buivalove (în ucraineană Буйвалове) este localitatea de reședință a comunei Buivalove din raionul Kroleveț, regiunea Sumî, Ucraina.

## Demografie
Componența lingvistică a localității Buivalove
     Ucraineană (98,71%)
     Rusă (1,29%)
Conform recensământului din 2001, majoritatea populației localității Buivalove era vorbitoare de ucraineană (98,71%), existând în minoritate și vorbitori de rusă (1,29%).